# Rosice (Cerekvička-Rosice)
Rosice (německy Roschitz) je východní část obce Cerekvička-Rosice v okrese Jihlava. Rosice leží v katastrálním území Rosice u Cerekvičky o rozloze 4,65 km².

## Název
Název se vyvíjel od varianty Rosschitz (1376), Roschietz (1678), Rotschitz (1718), Rosetsch (1720), Roschitz (1751), Roschitz a Rossice (1846), Roschitz a Rosice (1872), Rošice (1881) až k podobám Rosice a Roschitz v roce 1924. Místní jméno původně pravděpodobně znělo Rošice a vzniklo přidáním přípony -ice k osobínu jménu Roš (Rastislav či Roslav) a znamenalo ves lidí Rošových. Pojmenování je rodu ženského, čísla pomnožného a genitiv zní Rosic.

## Historie
První písemná zmínka o vesnici pochází z roku 1362.
V letech 1869–1879 byly osadou Rančířova, v letech 1880–1960 samostatnou obcí, v letech 1961–1988 byl částí Cerekvičky, od 1. ledna 1989 do 31. prosince 1991 příslušel k městu Jihlava, od 1. ledna 1992 je částí obce Cerekvička-Rosice.

## Přírodní poměry
Rosice leží v okrese Jihlava v Kraji Vysočina. Nachází se 9 km jižně od Jihlavy, 5 km jihozápadně od Luk nad Jihlavou a 8 km severně od Brtnice. Geomorfologicky je oblast součástí Česko-moravské subprovincie, konkrétně Křižanovské vrchoviny a jejího podcelku Brtnická vrchovina, v jehož rámci spadá pod geomorfologický okrsek Puklická pahorkatina. Průměrná nadmořská výška činí 616 metrů. Východní hranici katastru tvoří Přísecký potok, na němž leží Hraniční rybník. Přímo v Rosicích pramení Rosický potok, který teče na západ, kde se zprava vlévá do řeky Jihlávky.

## Obyvatelstvo
Podle sčítání 1930 zde žilo v 23 domech 123 obyvatel. Šest obyvatel se hlásilo k československé národnosti a 108 k německé. Žilo zde 123 římských katolíků.
| Rok            | 1869 | 1880 | 1890 | 1900 | 1910 | 1921 | 1930 | 1950 | 1961 | 1970 | 1980 | 1991 | 2001 | 2011 | 2021 |
| -------------- | ---- | ---- | ---- | ---- | ---- | ---- | ---- | ---- | ---- | ---- | ---- | ---- | ---- | ---- | ---- |
| Počet obyvatel | 143  | 149  | 147  | 143  | 134  | 124  | 123  | 99   | 85   | 66   | 49   | 49   | 48   | 44   | 74   |
| Počet domů     | 22   | 23   | 23   | 23   | 23   | 23   | 23   | 23   | 23   | 18   | 13   | 16   | 24   | 25   | 31   |

## Hospodářství a doprava
Obcí prochází silnice III. třídy č. 03828 do Cerekvičky. Dopravní obslužnost zajišťuje dopravce ICOM transport. Autobusy jezdí ve směrech Jihlava, Vílanec, Loučky, Stonařov.

## Pamětihodnosti
- Kaple Panny Marie
- Boží muka

## Další fotografie

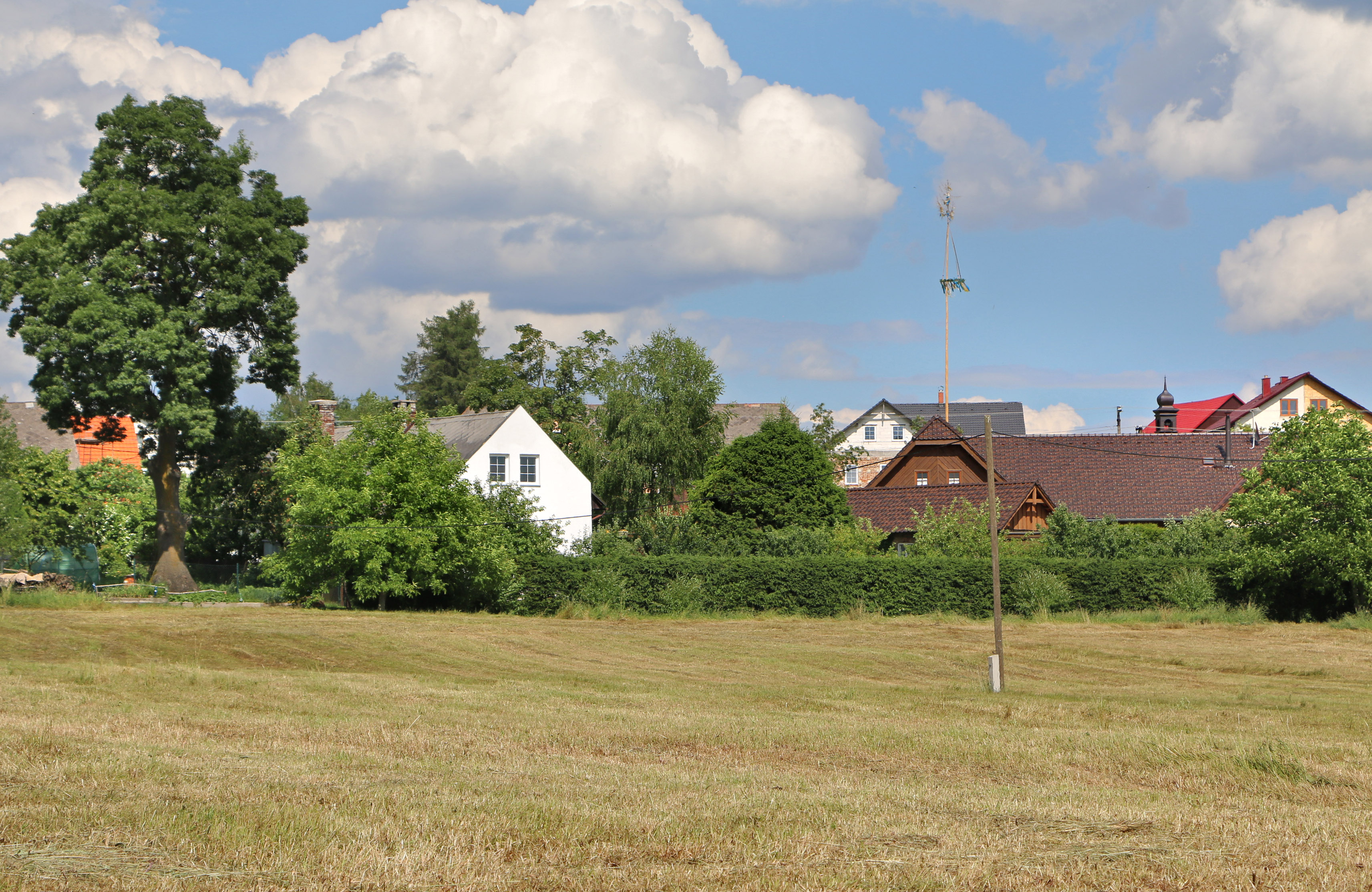
Vesnice od západu
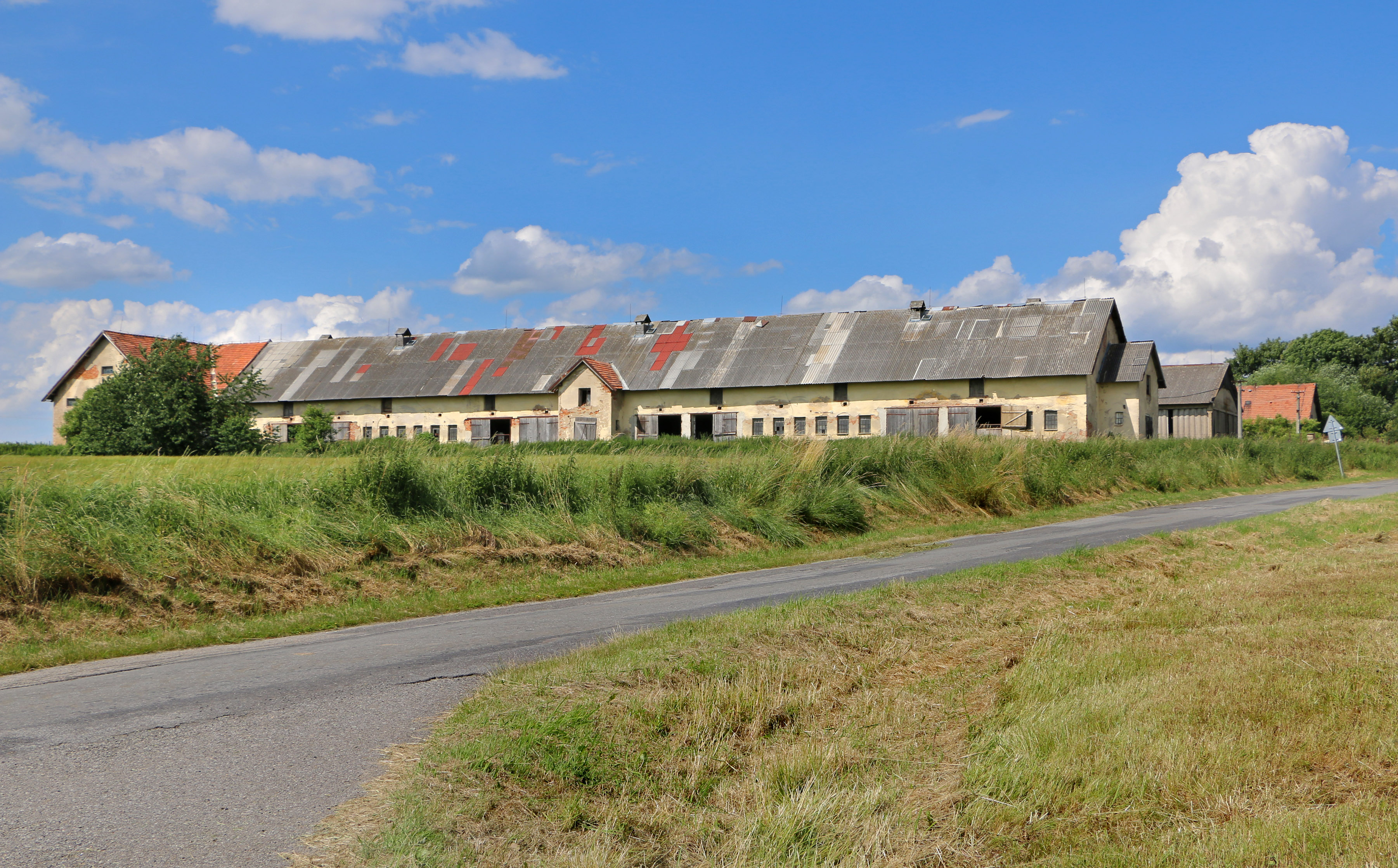
Bývalý kravín
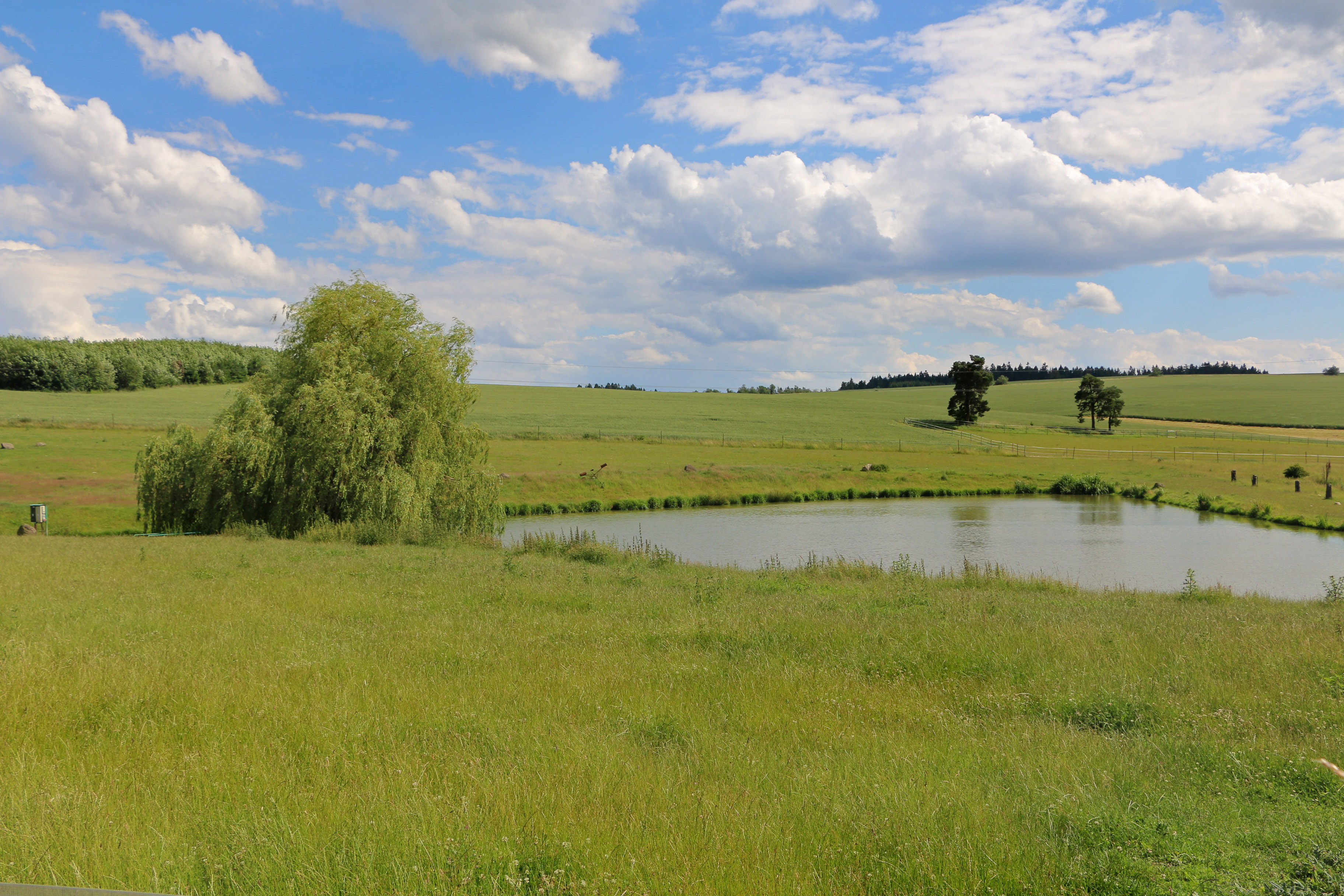
Rybník na Rosickém potoku